# Conyers, Georgia
Conyers este un oraș, o municipalitate și sediul comitatului Rockdale, din statul Georgia al Statelor Unite ale Americii. Orașul, care este amplasat la altitudinea de 274 m deasupra n.m., se întinde pe suprafața de 30,9 km² dintre care 30,5 km² este uscat. La recensământul din anul 2000, avea 10.689 locuitori cu o densitate de 350,5 loc./km².
Parte a zonei metropolitane Atlanta, Conyers a fost, în anul 1996, gazdă a întrecerilor de călărie și mountainbike din cadrul Jocurile Olimpice de vară din 1996 care au avut loc în Atlanta.

## Personalități marcante
- Holly Hunter (n. 1958), actriță
- Clint Mathis (n. 1976), fotbalist
- Dakota Fanning (n. 1994), actriță
- Elle Fanning (n. 1998), actriță